# Mansió
|  | Per a altres significats, vegeu «Mansió romana». |

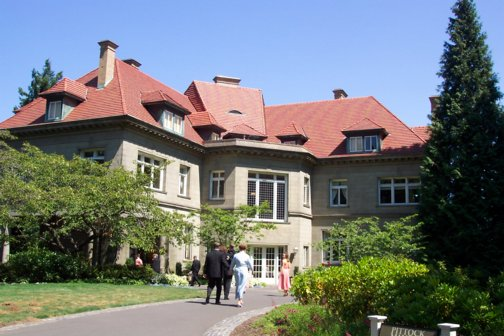
Mansió Pittock a Portland, Estats Units

Una mansió és una casa sumptuosa i de grans proporcions. Sol ser un edifici aïllat, amb jardí propi i dotat de grans comoditats. Sovint se'ls coneix pels noms dels seus inquilins, i la mansió és una mostra de riquesa i de reputació social. La mansió sol ser luxosa i habitada exclusivament per hereus i empresaris multimilionaris, els de l'"elit" que solen tenir cotxes d'època o esportius, grums, majordoms i servents. Les mansions s'han caracteritzat també pels seus grans i exuberants jardins. Una mansió sempre té jardí, menys en alguns casos en què les mansions són a les ciutats i tenen un espai tan reduït que no el poden tenir.
Una mansió d'avui no està necessàriament limitada a una sola casa. Les agrupacions més grans de cases s'han fet molt populars. L'agrupació de mansions familiars Conjunt Kennedy és un exemple de creació d'una família envoltada de cases grans en una sola gran parcel·la. Avui dia no s'exigeix un mida única estandarditzada per una casa gran, per a poder anomenar-la "mansió".
Les mansions construïdes durant els segles passats i present en general s'han dissenyat especialment per donar cabuda a activitats d'oci i com la mateixa paraula derivada del llatí indica: «Mansio» "acte de quedar-se o romandre" s'han adequat per a rebre convidats, i així algunes lloguen habitacions per a hostes.

## El model americà
Un exemple de l'estil porfiriato a Chihuahua, Mèxic, quan el disseny francès exercia a la zona més poder tou que Espanya o Portugal. Seguint les pautes d'una cultura colonial generalitzada en tots dos continents americans i prenent senyals d'identitat i estils arquitectònics derivats en general dels seus orígens culturals, la història de les mansions americanes pot ordenar-se en dos blocs elementals: mansions d'inspiració europea anglofrancesa en els països colonitzats per Anglaterra i França; i mansions d'estil colonial espanyol o lusità, en els colonitzats per Espanya i Portugal. Aquestes influències van prendre després la seva pròpia personalitat en alguns casos, desenvolupant estils endèmics més o menys localitzats, com és el cas de Nova Orleans als Estats Units, o de l'Havana a Cuba. També hi va haver un dilatat procés de fusió i barreja d'estils que, al seu torn, donaria lloc a algunes arquitectures amb personalitat pròpia. En la categoria de cases de camp pot fer-se una divisió elemental entre hisendes (a Mèxic i Amèrica Central), el seu parell lusità, les «fazendas» (al Brasil), i estades (en el Con Sud).

## Mansions modernes
Les mansions construïdes durant els segles XX i XXI solen tenir sales especialment dissenyades per donar cabuda a activitats de lleure d'un tipus particular. Moltes tenen un hivernacle, mentre que altres tindran una piscina infinita o un cinema a casa. Alguns tenen totes aquestes característiques. La importància relativa d'aquestes habitacions especialment dissenyades canvia amb els temps. A principis del segle xx, no s'hauria construït cap mansió veritable sense una habitació per allotjar una biblioteca o un estudi privada, mentre que a principis del segle XXI la presència d'una sala dissenyada per a un cinema a casa és normal. Més recentment, s'han construït mansions amb automatització de la llar integrada. Algunes altres mansions incloses a la tecnologia poden incloure una pista de bitlles o una sala de servidors.
Actualment, una mansió moderna no es limita necessàriament a una sola casa sola, sinó com a Domus Aurea de l'emperador romà Neró, les mansions poden ser compostos o agrupar cases grans. El compost Kennedy és un exemple d'un edifici familiar envoltat de grans cases en una sola parcel·la. En general, si es pot anomenar una casa com a mansió és contextual: a Manhattan o en moltes ciutats, una casa de 4.60 metres quadrats (5.000 metres quadrats) segurament es descriuria com a tal, però una casa de dimensions similars als suburbis d'Atlanta probablement no. Cridar un habitatge a una mansió indica un nivell de grandesa i consum considerablement més gran que la norma en aquest lloc, amb la connotació addicional de qualitat, i es correlaciona molt amb els patrons d'habitatge de la classe alta.